# Oupia
Oupia is een gemeente in het Franse departement Hérault (regio Occitanie) en telt 210 inwoners (1999). De plaats maakt deel uit van het arrondissement Béziers.

## Geografie
De oppervlakte van Oupia bedraagt 9,0 km2, de bevolkingsdichtheid is 23,3 inwoners per km2.
De onderstaande kaart toont de ligging van Oupia met de belangrijkste infrastructuur en aangrenzende gemeenten.

## Demografie
Onderstaande figuur toont het verloop van het inwonertal (bron: INSEE-tellingen).